# Adam Kawczyński
Adam Kawczyński – polski fizjolog, dr hab. o kulturze fizycznej, profesor nadzwyczajny i kierownik  Katedry Sportu Paraolimpijskiego Wydziału Nauk o Sporcie Akademii Wychowania Fizycznego we Wrocławiu.

## Życiorys
28 września 2006 obronił pracę doktorską Wpływ wartości momentu siły na czynność mięśni szkieletowych po ćwiczeniach ekscentrycznych, 18 września 2014 habilitował się na podstawie pracy zatytułowanej Wpływ ćwiczeń ekscentrycznych na właściwości sensomotoryczne mięśni szkieletowych. Został zatrudniony na stanowisku adiunkta w Katedrze Motoryczności Sportowca na Wydziale Nauk o Sporcie Akademii Wychowania Fizycznego we Wrocławiu, a także w Katedrze Kinezjologii na Wydziale Fizjoterapii Akademii Wychowania Fizycznego we Wrocławiu.
Piastuje funkcję profesora nadzwyczajnego i kierownika w Katedrze Sportu Paraolimpijskiego, oraz prodziekana na Wydziale Nauk o Sporcie Akademii Wychowania Fizycznego we Wrocławiu.